# Мартирос Харбердци
Мартирос Харбердци (арм. Մարտիրոս Խարբերդցի, даты рождения и смерти неизвестны) — армянский поэт XVI века.
Уроженец Харберда, был священником (иереем). Единственное сохранившееся произведение Мартироса — юмористическое стихотворение «О ноже» (полное название «Песня о ноже, рассказанная иереем Мартиросом Харбердци на радость людям», арм. Երգ ի Խարբերթցի Մարտիրոս Երիցուէ ասացեալ ի վերայ չախուի, վասն ուրախութեան մարդկան). Является одной из первых, в то же время одной из наиболее удавшихся, сатирических произведений в армянской поэзии. Неоднократно переписывался в рукописях XVI—XVIII веков и издавался начиная с XIX века, был переведён на английский Гевондом Алишаном уже в 1852 году.
Основные рукописи и издания стихотворения «О ноже»
- рукописи № 33, 2676, 8968 Матенадарана (все XVI века)
- Г. Алишан. Հայոց երեք ռամկականք. — Венеция, 1852. — С. 75—88.
- К. Костанянц. Новое собрание: Том 2. — Тифлис, 1892. — С. 34—37.
- А. Саакян. Армянская поэзия позднего средневековья (XVI—XVII вв). — Ереван, 1975. — 335 с.